# رالف ریچاردسون
سر رالف دیوید ریچاردسون (به انگلیسی: Sir Ralph David Richardson) (زاده ۱۹ دسامبر ۱۹۰۲ - درگذشته ۱۰ اکتبر ۱۹۸۳) هنرپیشه و بازیگر تئاتر انگلیسی است. وی نخستین بار در دههٔ ۳۰ میلادی بر روی صحنه تئاتر رفت.

## مرگ
ریچاردسون دچار یک سری سکته مغزی شد و بدین خاطر درگذشت.

## فیلمشناخت
- آنا کارنینا (۱۹۴۸)
- دیوار صوتی (۱۹۵۲)
- خروج (۱۹۶۰)
- ۳۰۰ اسپارتان (۱۹۶۲)
- دکتر ژیواگو (۱۹۶۵)
- خرطوم (۱۹۶۶)
- به دنبال جنگ شیشه‌ای (۱۹۷۰)
- خانه عروسک (۱۹۷۳)
- ای مرد خوش‌شانس! (۱۹۷۳)
- فرانکشتاین: داستان واقعی (۱۹۷۳)
- رولربال (۱۹۷۵)
- سلامم را به برود استریت برسانید (۱۹۸۴)